# Mistrzostwa Świata Juniorów w Saneczkarstwie 1993
8. Mistrzostwa Świata Juniorów w saneczkarstwie 1993 odbyły się w łotewskiej Siguldzie. Rozegrane zostały cztery konkurencje: jedynki kobiet, jedynki mężczyzn, dwójki mężczyzn oraz zawody drużynowe. W tabeli medalowej najlepsi byli Austriacy.

## Wyniki

### Jedynki kobiet
| Medal | Zawodniczka        | Narodowość | Czas | Strata |
| ----- | ------------------ | ---------- | ---- | ------ |
|       | Sonja Manzenreiter | Austria    |      |        |
|       | Simone Eder        | Austria    |      |        |
|       | Sandra Prokoff     | Niemcy     |      |        |

### Jedynki mężczyzn
| Medal | Zawodnik          | Narodowość | Czas | Strata |
| ----- | ----------------- | ---------- | ---- | ------ |
|       | Armin Zöggeler    | Włochy     |      |        |
|       | Rainer Margreiter | Austria    |      |        |
|       | Markus Kleinheinz | Austria    |      |        |

### Dwójki mężczyzn
| Medal | Zawodnicy                       | Narodowość | Czas | Strata |
| ----- | ------------------------------- | ---------- | ---- | ------ |
|       | Andris Neparts/Sandris Bērziņš  | Łotwa      |      |        |
|       | Danił Czaban/Andriej Klimentiew | Rosja      |      |        |
|       | Klāvs Vasks/Sandris Levzenieks  | Łotwa      |      |        |

### Drużynowe
| Medal | Zawodnicy | Narodowość | Czas | Strata |
| ----- | --------- | ---------- | ---- | ------ |
|       |           | Niemcy     |      |        |
|       |           | Rosja      |      |        |
|       |           | Łotwa      |      |        |

## Klasyfikacja medalowa
| Miejsce | Państwo |   |   |   | Razem |
| ------- | ------- | - | - | - | ----- |
| 1.      | Austria | 1 | 2 | 1 | 4     |
| 2.      | Łotwa   | 1 | 0 | 2 | 3     |
| 3.      | Niemcy  | 1 | 0 | 1 | 2     |
| 4.      | Włochy  | 1 | 0 | 0 | 1     |
| 5.      | Rosja   | 0 | 2 | 0 | 2     |